# Eisa Majrashi
Eisa Majrashi (19 de julho de 1986 - Meca) é um judoca saudita que participou das Olimpíadas de 2012 na categoria até 60 kg. Perdeu nas oitavas de final para Felipe Kitadai, não alcançando nenhuma medalha nesta competição.